# Winnie the Pooh
Winnie the Pooh è un personaggio protagonista dell'omonima serie di romanzi per ragazzi ideata da Alan Alexander Milne. Inizialmente tradotto con il nome italianizzato Ninni Puf, è anche noto come Winnie Puh, Winny-Puh, Winny Puh, Winnie Pooh e Winnie-the-Pooh (con trattini). Dalla serie di romanzi vennero tratte trasposizioni cinematografiche e televisive grazie alle quali il personaggio, insieme ai vari comprimari della serie, divenne protagonista di un vasto merchandising.
Il personaggio, un orsacchiotto antropomorfo, esordì in un racconto pubblicato da Milne nell'edizione natalizia del London Evening News; in seguito divenne l'episodio iniziale del romanzo omonimo del 1926; altri episodi furono raccontati via radio. Il successo dell'iniziativa fu tale che Milne fu spinto a raccogliere i racconti migliori per realizzarne un romanzo per bambini, Winnie Puh, che venne pubblicato nel 1926 riscuotendo molto successo di pubblico e di critica. Seguirono poi nel 1927 la raccolta di poesie Winnie the Pooh. Ora abbiamo sei anni (Now We Are Six) e poi, nel 1928, il secondo romanzo della serie, La strada di Puh (The House at Pooh Corner). Tutte le storie di Winnie scritte da Milne furono illustrate da Ernest H. Shepard, che per ispirarsi frequentò per qualche tempo la casa di Milne, avendo modo di osservare i pupazzi di Christopher Robin e il boschetto vicino alla casa (divenuto, nel romanzo, il Bosco dei Cento Acri).
Nel 1929 Milne vendette i diritti sui personaggi ideati a Stephen Slesinger e, nel 1961, alla Walt Disney Company, che fece del personaggio il protagonista di una serie di cartoni animati, inizialmente adattando le storie originali di Milne e in seguito creandone di nuove. La caratterizzazione del personaggio della Disney deriva da quello delle illustrazioni di Shepard, ma i tratti sono semplificati. La Disney produsse anche merchandising sia nello stile dei cartoni animati che in quello di Shepard (etichettato come "classic Pooh"). Divenne così una delle principali icone dell'universo Disney e uno dei suoi personaggi più redditizi.
Le storie del personaggio sono state tradotte in numerose lingue, tra cui il latino, ad opera di Alexander Lenard: Winnie ille Pu (1958), che divenne nel 1960 il primo best seller fra i libri in lingua straniera nella classifica del New York Times.
I pupazzi originali di Christopher (Winnie the Pooh, Tigro, Ih-Oh, Cangu e Pimpi), a cui Milne si ispirò per creare i suoi racconti, sono esposti nella biblioteca pubblica di New York. Fino al 2008 sono rimasti negli edifici del Donnell Library Center, dopodiché (a causa della chiusura di questa struttura) sono stati spostati presso il complesso centrale (Stephen A. Schwarzman Building).

## Romanzi
- Winnie the Pooh. Quando eravamo davvero giovani (When We Were Very Young, 1924)
- Winnie Puh (Winnie-the-Pooh, 1926)
- Winnie the Pooh. Ora abbiamo sei anni (Now We Are Six, 1927)
- La strada di Puh (The House at Pooh Corner, 1928)
- Ritorno al bosco dei cento acri (Return to the Hundred Acre Wood, 2009)
- The Best Bear in All the World (2016)
- Winnie-the-Pooh Meets the Queen (2016)
- C'era una volta un orsetto : quando tutto ebbe inizio... (2022) - di Jane Riordan - Mark Burgess

## Genesi e caratterizzazione del personaggio

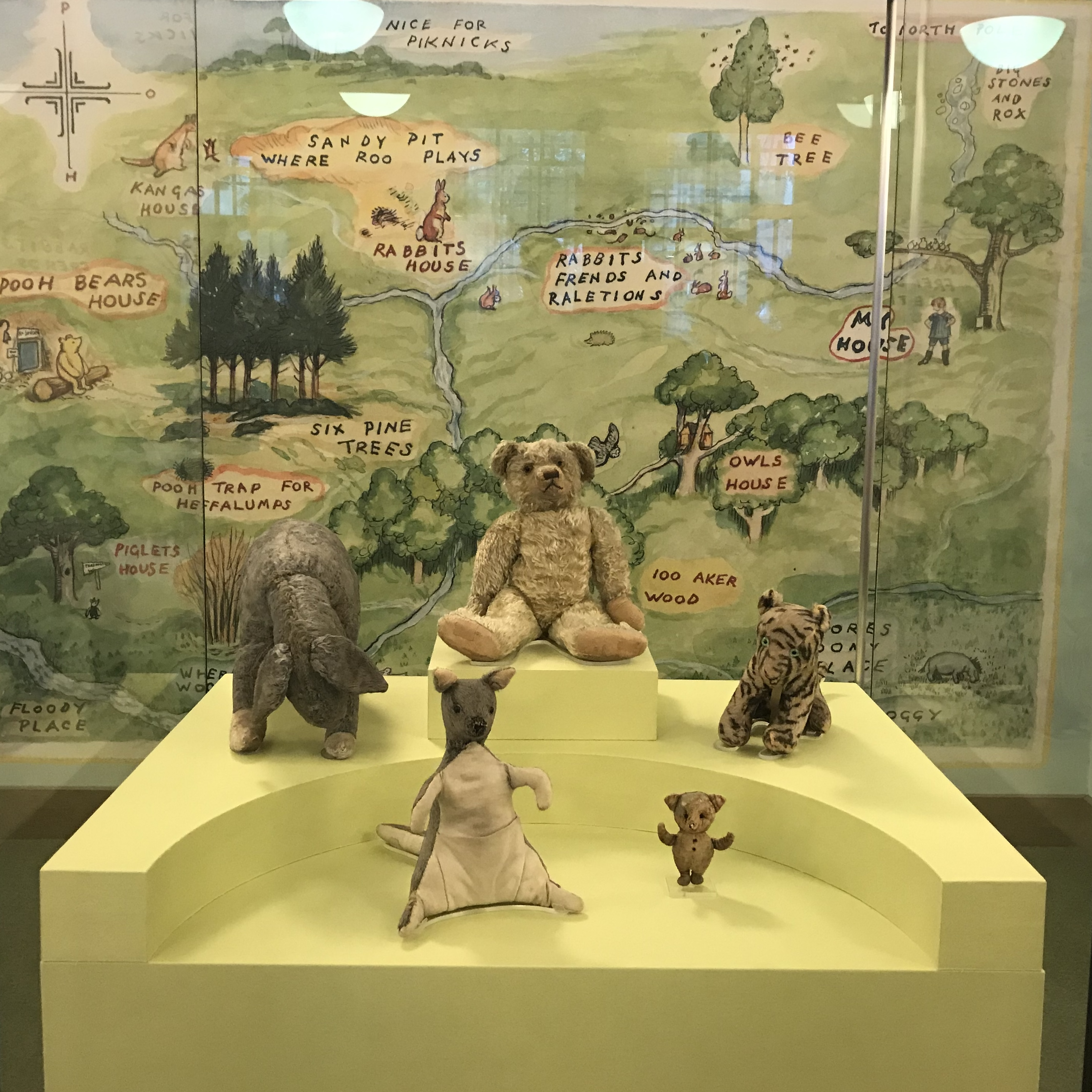
I giocattoli originali di Christopher a cui si ispirano i personaggi di Winnie-the-Pooh, esposti al Donnell Library Center di New York

Winnie the Pooh è un orsacchiotto di pezza che trascorre le sue giornate principalmente mangiando miele e componendo poesie; vive in una vecchia quercia e sulla sua porta è affisso un cartello con scritto "Mr. Sanders" (o meglio la più comune versione storpiata "Mr. Sanderz"); viene fatto notare che Pooh abita "sotto il nome di Sanders" anche se non risulta affatto chiamarsi "Sanders".
Il nome del personaggio deriva da quello di un orsacchiotto di pezza di proprietà di Christopher Robin Milne, figlio dell'autore. Inizialmente l'orsacchiotto di Christopher era chiamato "Edward" (nome a cui fa riferimento anche l'incipit del libro). In seguito Christopher fu portato dal padre a visitare lo zoo di Londra, dove si trovava in quel periodo "Winnipeg", una cucciola d'orso che un ufficiale veterinario canadese di nome Colebourn aveva acquistato durante la prima guerra mondiale e poi donato allo zoo. L'orsetta era diventata rapidamente la beniamina dei bambini londinesi, che l'avevano ribattezzata "Winnie"; Christopher Robin si entusiasmò a tal punto che volle tornare numerose volte allo zoo per vederla e alla fine ribattezzò Winnie il proprio orsacchiotto. Milne iniziò allora a raccontare al figlio fiabe della buonanotte che vedevano Winnie protagonista. Da queste fiabe ebbe origine il nucleo di narrazioni su cui poi Milne basò la propria fortunata opera.
Il nome Pooh, invece, sarebbe il nome di un cigno incontrato da Christopher in un'altra occasione. Nel primo capitolo di "Winnie-the-Pooh" Milne spiega perché Winnie the Pooh è spesso chiamato semplicemente "Pooh":
(A.A. Milne, Winnie Puh, cap. I)
Il significato dell'articolo determinativo "the" fra i due nomi (per cui il nome completo, in italiano, sarebbe "Winnie il Pooh") è una curiosità linguistica su cui Milne scherza, senza dare reali spiegazioni, nel primo libro di Pooh.
Gli altri pupazzi di Christopher stimolarono la fantasia di Milne e ben presto il mondo di Winnie si popolò di nuovi amici: Ih-Oh l'asino, Pimpi il maialino, Tigro la tigre, mamma-canguro Kanga ed il suo piccolo Ro. Il coniglio Tappo ed il gufo Uffa sono invece prodotti della fantasia di Christopher e del padre, mentre il geomide De Castor è un personaggio completamente inventato da Walt Disney. Il fatto che Winnie the Pooh sia un giocattolo animato non viene mai menzionato esplicitamente nei lavori di Milne, ma risulta evidente dalle illustrazioni originali di Ernest Howard Shepard (che lo ritraggono come un orsacchiotto di pezza, con tanto di cuciture) e dal rapporto particolare che lega Pooh e Christopher.

## Ambientazione

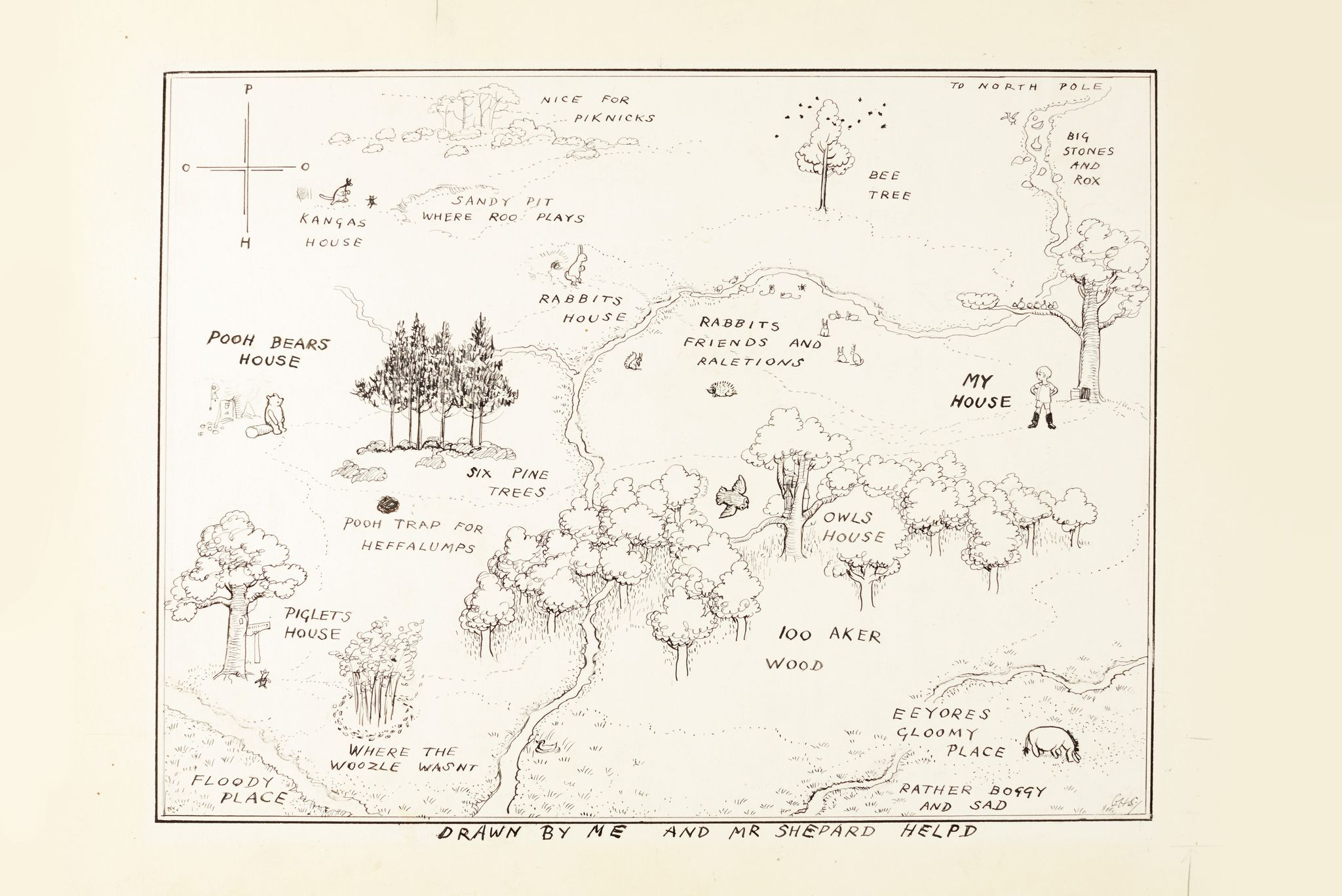
La mappa del Bosco dei Cento Acri disegnata da Shephard

- Il Bosco dei Cento Acri compare nel quarto capitolo del libro di Milne Winnie Puh ove lo scrittore racconta del bosco di circa 40 ettari, che si trova al centro della foresta in cui abita il saggio Gufo (per la Disney "Uffa"). Nell'universo Disney, il Bosco dei Cento Acri diventa il luogo ove si svolgono tutte le avventure di Winnie the Pooh e dei suoi amici, di cui si ha una mappa disegnata dal disegnatore E. H. Shepard per il libro di Milne, che compare in versione bambinesca in alcuni film della Disney su Winnie Pooh.
- Foresta di Ashdown

## Trasposizioni in altri media

### Cinema
Film d'animazione

Winnie the Pooh insieme a Christopher Robin da adulto (Ewan McGregor) in Ritorno al Bosco dei 100 Acri.

- Le avventure di Winnie the Pooh (1977)
- Winnie the Pooh alla ricerca di Christopher Robin (1997)
- Winnie the Pooh: Tempo di regali (1999)
- T come Tigro... e tutti gli amici di Winnie the Pooh (2000)
- Buon anno con Winnie the Pooh (2002)
- Pimpi, piccolo grande eroe (2003)
- Winnie the Pooh: Ro e la magia della primavera (2004)
- Winnie the Pooh e gli Efelanti (2005)
- Il primo Halloween da Efelante (2005)
- Winnie the Pooh - Nuove avventure nel Bosco dei 100 Acri (2011)

Film live action
- Vi presento Christopher Robin (Goodbye Christopher Robin), regia di Simon Curtis (2017)
- Ritorno al Bosco dei 100 Acri (Christopher Robin), regia di Marc Forster (2018)
- Winnie-the-Pooh - Sangue e miele, regia di Rhys Frake-Waterfield (2023)
- Winnie-the-Pooh - Tutto sangue e niente miele, regia di Rhys Frake-Waterfield (2024)

Cortometraggi
- Winny-Puh l'orsetto goloso (1966)
- Troppo vento per Winny-Puh (1968)
- Tigro e Winny-Puh a tu per tu (1974)
- Il compleanno di Ih-Oh (1983)
- Winnie the Pooh: L'avventura di San Valentino (1999)
- Winnie The Pooh - 1,2,3 Alla scoperta dei numeri (2004)

### Televisione
Serie animate
- Le nuove avventure di Winnie the Pooh (1988-1991)
- Il libro di Pooh (2001-2003)
- I miei amici Tigro e Pooh (2007-2010)
- Dottoressa Peluche (2012-2020)
- Gioca con Winnie The Pooh (2023)
- Io e Winnie The Pooh ( 2023)

Serie live action
- Le grandi fiabe (1958-1961), serie televisiva antologica basata su diversi racconti e romanzi, presentata da Shirley Temple ( che ha  interpretato Christopher Robin nell'episodio).
- Welcome to Pooh Corner (1983-1986), serie televisiva statunitense in live action, andata in onda su Disney Channel e successivo adattamento in francese Les Aventures de Winnie l'ourson (1985-1988), andato in onda all'interno della trasmissione Le Disney Channel su France 3.

## Edizione italiana
- Alan Alexander Milne, Winny-Puh l'orsetto, illustrazioni di Ernest Howard Shepard, 1ª ed., Milano, Garzanti, 1960  [1926].
- Alan Alexander Milne, Winnie Puh, collana Gl'istrici, traduzione di Luigi Spagnol, illustrazioni di Ernest Howard Shepard, prefazione di John Meddemmen, Firenze, Adriano Salani Editore, 1993  [1926], ISBN 978-88-7782-278-9.
- Alan Alexander Milne, La strada di Puh, collana Gl'istrici, traduzione di Luigi Spagnol, illustrazioni di E. H. Shepard, prefazione di John Meddemmen, Firenze, Adriano Salani Editore, 1993  [1928], ISBN 978-88-7782-279-6.

Adattamenti
- A. A. Milne, Winnie Puh. Il piccolo libro della saggezza, The Wisdom of Pooh Salani 2004, ISBN 88-7366-533-0
- A. A. Milne, Winnie Puh. Il piccolo libro dell'amicizia, The Wisdom of Pooh Salani 2004, ISBN 88-7366-517-9
- A. A. Milne, Un amore di Puh, The Wisdom of Pooh Salani 2004, ISBN 88-7366-530-6
- A. A. Milne, Il mio bambino, The Wisdom of Pooh Salani 2004, ISBN 88-7366-530-6

### Versione della Disney
- Le storie golose di Winnie the Pooh, Disney Libri 2002.

### Altri libri con Pooh
- Benjamin Hoff, Il Tao di Winnie Puh (The Tao of Pooh), edizioni Guanda
- Benjamin Hoff, Il tè di Porcelletto (The Te of Piglet), edizioni Guanda
- John Tyerman Williams, Winnie Puh e la filosofia: da Platone a Popper, edizioni Guanda
- David Benedictus, Ritorno al bosco dei cento acri, Salani Editore

## Merchandising
- Le Pregiate Edizioni Cicogna, produttrici di giochi per bambini dal 1925 ormai cessate, produssero negli anni '50 un gioco da tavolo denominato: "Winny Puh l'Orsetto Ghiottone" basato su segnalini che scorrono l'avventura di Winnie e i suoi allegri compagni ritratti a colori sul coperchio attraverso il lancio dei dadi. Il gioco divenuto assai raro è oggetto di collezionismo. Ad esso molti altri se ne sono naturalmente aggiunti.

## Influenza culturale

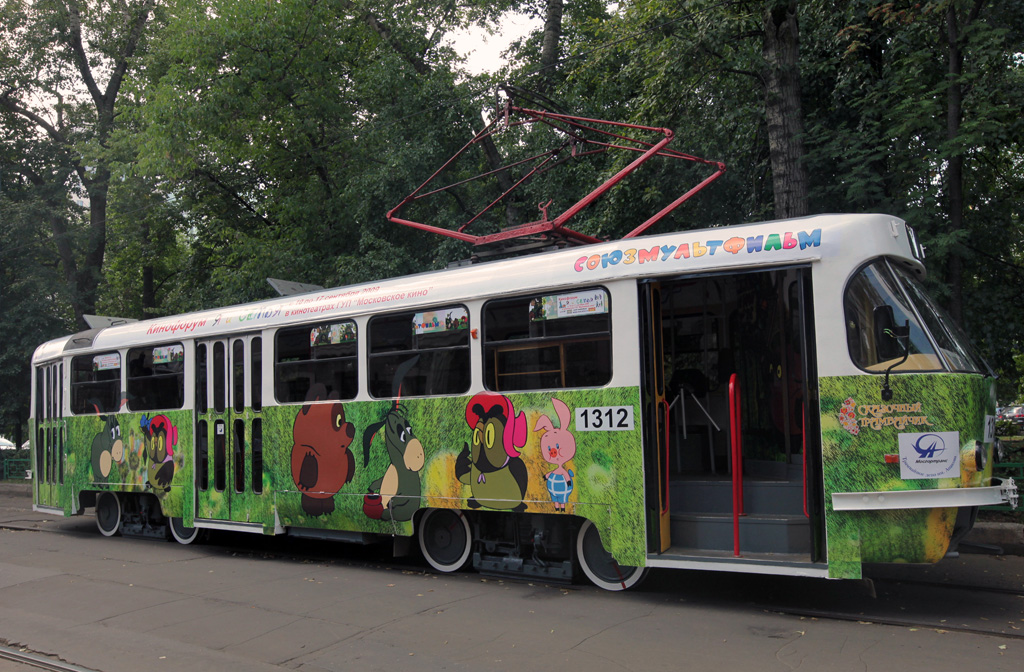
Un tram dedicato a Vinni-Puch presso il Parco Sokol'niki di Mosca.

- Winnie Pooh e gli altri personaggi di Milne sono utilizzati da Benjamin Hoff per spiegare la filosofia taoista in due sue opere, Il Tao di Winnie Puh (The Tao of Pooh) e Il Tè di Porcelletto (The Te of Piglet).
- Il personaggio, con il nome di Vinni-Puch (in russo Винни-Пух?), fu popolare in Unione Sovietica a cavallo tra gli anni Sessanta e gli anni Settanta, grazie alla traduzione di Boris Zachoder Vinni-Puch i vse vse vse (1960) e alla serie di cartoni animati diretti da Fëdor Chitruk per la Sojuzmul'tfil'm (1969-1972), nei quali l'orsacchiotto è doppiato dall'attore Evgenij Leonov[9][10].
- A Winnie è ispirato il nome del complesso musicale italiano dei Pooh: nel 1965, infatti, Aliki Andris Michalaros, segretaria del produttore discografico Armando Sciascia, notando che il quintetto che era stato appena messo sotto contratto, The Jaguars, aveva un nome già utilizzato da un'altra band, suggerì per loro il nome di Pooh, essendo lei fan del personaggio di Winnie[11].
- Nonostante alcune campagne di propaganda affermino che Winnie the Pooh sarebbe bandito in Cina a causa di una presunta somiglianza con il presidente Xi Jinping,[12] il personaggio è tuttora presente e assai diffuso nei mezzi di comunicazione e sul mercato cinese, dove è conosciuto con il nome di 小熊维尼S, Xiǎoxióng wéiníP. In Cina è un reato il vilipendio nei confronti del presidente della Repubblica, e ad essere censurati sono stati alcuni meme diffusi intorno al 2013-2014, che affiancavano Winnie the Pooh proprio a Xi Jinping. La vicenda sarebbe iniziata nel 2013, quando una fotografia di Xi e Barack Obama era stata affiancata e paragonata a una di Winnie the Pooh con il suo compagno Tigro; da allora l'immagine di Winnie è stata usata da critici del governo:[13] una fotografia ritrae il dissidente Liu Xiaobo e la moglie mentre brindano con tazze con l'immagine dell'orsetto. Nel 2019 venne distribuito sulla piattaforma Steam il videogame horror taiwanese Devotion, che conteneva un riferimento nascosto a questo meme; i videogiocatori cinesi se ne accorsero e inondarono di recensioni negative questo gioco, il governo cinese chiese la rimozione di questo gioco da Steam sotto minaccia di bloccare la piattaforma in Cina, e perciò il gioco venne rimosso con molte scuse del produttore taiwanese. Al di là dei meme satirici considerati offensivi dall'apparato statale, le uniche altre restrizioni da parte delle autorità cinesi circa la fruizione di film e altri prodotti con l'immagine di Winnie riguardano il film horror Winnie-the-Pooh - Sangue e miele, che peraltro non è stato diffuso neanche nei cinema italiani.[14]
- Per anni i fan del due volte campione olimpico Yuzuru Hanyu hanno espresso la loro ammirazione per il pattinatore lanciando sulla pista pupazzi di Winnie the Pooh, la sua mascotte, al termine delle sue prestazioni.[15]
- Il personaggio di Winnie the Pooh ha ispirato anche due film horror di Rhys Frake-Waterfield, ovvero Winnie the Pooh-Sangue e Miele e Winnie the Pooh-Tutto sangue e niente miele. In queste due pellicole Pooh è rappresentato dapprincipio come un cucciolo di orso dalle fattezze umane come nel libro, sebbene in spoglie decisamente meno rassicuranti, poi, dopo l'abbandono di Christopher Robin ed essere stato costretto a uccidere Ih-Oh per nutrirsi, Pooh diventa uno spietato assassino in cerca di vendetta. In questa trasposizione, Pooh è un essere umanoide molto inquietante, con un volto, nel primo film, inespressivo e bloccato in un perenne sorriso, mentre nel secondo presenta fattezze molto più animalesche, con più pelo e un ringhio furioso. Pooh qui è dotato di grande forza fisica, in grado di sollevare un intero camper e staccare arti con un solo pugno, oltre a essere molto veloce essendo un orso, ma mantiene una certa goffaggine nei movimenti che lo rendono meno efficace nei combattimenti seri. Inoltre ha una resistenza fisica sovrumana, essendo stato investito da un'auto ed essere stato colpito da vari piedi di porco senza dar segni di aver subìto il colpo.